# Liste der Biografien/Fischn
Liste der Biografien |
Portal Biografien |
Personensuche
# |
A |
B |
C |
D |
E |
F |
G |
H |
I |
J |
K |
L |
M |
N |
O |
P |
Q |
R |
S |
T |
U |
V |
W |
X |
Y |
Z |
?
 
Fa |
Fe |
Ff |
Fh |
Fi |
Fj |
Fk |
Fl |
Fm |
Fn |
Fo |
Fr |
Ft |
Fu |
Fy
 
Fia |
Fib |
Fic |
Fid |
Fie |
Fif |
Fig |
Fih |
Fii |
Fij |
Fik |
Fil |
Fim |
Fin |
Fio |
Fip |
Fiq |
Fir |
Fis |
Fit |
Fiu |
Fiv |
Fix |
Fiz
 
Fisa |
Fisb |
Fisc |
Fise |
Fish |
Fisi |
Fisk |
Fisl |
Fism |
Fiso |
Fisq |
Fiss |
Fist |
Fisu |
Fisz
 
Fisce |
Fisch |
Fiscu
 
Fischa |
Fischb |
Fischd |
Fische |
Fischg |
Fischh |
Fischi |
Fischl |
Fischm |
Fischn |
Fischo |
Fischt
Die Liste der Biografien führt alle Personen auf, die in der deutschsprachigen Wikipedia einen Artikel haben. Dieses ist eine Teilliste mit 11 Einträgen von Personen, deren Namen mit den Buchstaben „Fischn“ beginnt.

## Fischn

### Fischna
- Fischnaler, Konrad (1855–1941), österreichischer Heraldiker
- Fischnaller, Dominik (* 1993), italienischer RennrodlerDominik Fischnaller (* 1993)

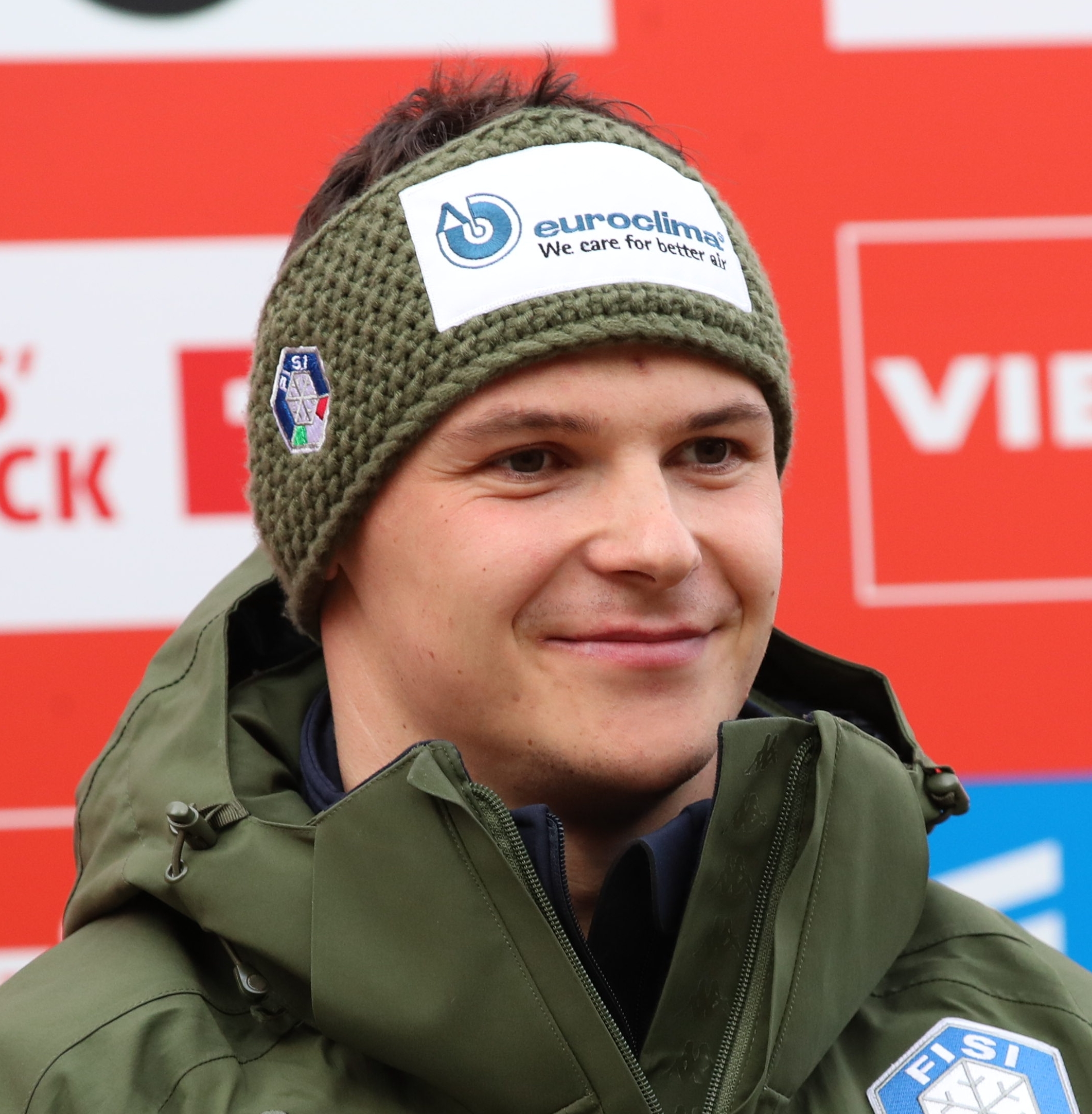
Dominik Fischnaller (* 1993)

- Fischnaller, Emily (* 1993), US-amerikanische Rennrodlerin
- Fischnaller, Hans Peter (* 1985), italienischer Rennrodler
- Fischnaller, Josef (1927–2006), österreichischer Maler und Bildhauer
- Fischnaller, Josef (* 1964), österreichischer Fotograf
- Fischnaller, Kevin (* 1993), italienischer Rennrodler
- Fischnaller, Manuel (* 1991), italienischer Fußballspieler
- Fischnaller, Max G. (* 1992), italienisch-österreichischer Schauspieler und Musiker, sowie Moderator
- Fischnaller, Roland (* 1975), italienischer Skirennläufer
- Fischnaller, Roland (* 1980), italienischer Snowboarder